# 페드루 필리프 멘드스
페드루 필리프 테오도지우 멘드스(포르투갈어: Pedro Filipe Teodósio Mendes, 1990년 10월 1일, 뇌샤텔 ~)는 포르투갈의 프로 축구 선수로, 현재 프랑스의 몽펠리에 소속인 중앙 수비수이다.

## 클럽 경력

### 스포르팅 리스본
스위스 뇌샤텔에서 포르투갈계 부모 사이에서 난 멘드스는 2005년에 거의 15세가 되어서 스포르팅 리스본의 유소년부에 입단했다. 그는 성인 무대 처음 2년을 세군다 디비상의 헤알 마사마와 스위스 챌린지 리그의 세르베트에 임대를 나가서 보냈고, 후자의 경우에는 소속 구단의 승격을 도왔다.
2011년 여름, 여전히 스포르팅 리스본 소속이었던 멘드스는 레알 마드리드에 입단해 2군에서 주로 활약했다. 2011년 12월 7일, 그는 3-0으로 이긴 아약스와의 그 시즌 UEFA 챔피언스리그 원정 경기 후반이 절반 진행되었을 때 알바로 아르벨로아와 교체되어 들어가 1군 경기에 처음 출전했다. 머랭 소속으로 1년을 보내면서, 카스티야의 일부 선수들은 같은 국적의 주제 모리뉴 1군 감독이 2군 선수에 차별적 대우를 한 것에 불만을 표출했다.

### 파르마
2012-13 시즌을 앞두고 스포르팅 리스본에 복귀한 멘드스는 세군다리가에 속해 있는 2군의 주장을 맡았고, 1군으로도 간간히 모습을 드러냈다. 2013년 5월 28일, 그는 세리에 A의 파르마와 5년 계약을 맺었다.
2014년 1월 21일, 멘드스는 같은 리그에 소속된 구단인 사수올로로 파르마의 공동 소유 계약에 따라 이적했다. 6월에는 후자의 구단이 그를 매입했고, 그 과정에서 라만 칩사와 니콜라 산소네가 같은 날에 전자의 구단으로 이적했다.

### 렌
2015년 7월 6일, 멘드스는 프랑스의 렌과 4년 계약에 합의를 보고 이적했다. 2015년 8월 8일, 그는 1-2로 패한 바스티아와의 리그 1 원정 경기에서 공식 데뷔전을 치렀다.

### 몽펠리에
2017년 7월 18일, 멘드스는 리그 1의 몽펠리에와 4년 계약을 체결한 뒤 둥지를 옮겼다. 2017년 8월 5일, 그는 1-0으로 이긴 칸과의 리그 1 안방 경기에서 몽펠리에 공식 데뷔전을 치렀는데, 선발로 나서서 전 경기를 소화했다. 2017년 9월 16일, 멘드스는 코너킥을 머리로 마무리해 첫 리그 1 골을 맛보았고, 트루아 적지에서 1-0 승리를 견인했다.

## 경력 통계

### 클럽
2017년 9월 19일 기준
| 클럽              | 시즌      | 리그명            | 리그 | 리그 | 컵   | 컵 | 리그 컵 | 리그 컵 | 유럽 | 유럽 | 합계 | 합계 |
| 클럽              | 시즌      | 리그명            | 출장 | 골   | 출장 | 골 | 출장    | 골      | 출장 | 골   | 출장 | 골   |
| ----------------- | --------- | ----------------- | ---- | ---- | ---- | -- | ------- | ------- | ---- | ---- | ---- | ---- |
| 헤알 마사마       | 2009–10   | 세군다 디비상     | 22   | 0    | —    | —  | —       | —       | —    | —    | 22   | 0    |
| 헤알 마사마       | 합계      | 합계              | 22   | 0    | —    | —  | —       | —       | —    | —    | 22   | 0    |
| 세르베트          | 2010–11   | 챌린지 리그       | 15   | 0    | —    | —  | —       | —       | —    | —    | 15   | 0    |
| 세르베트          | 합계      | 합계              | 15   | 0    | 0    | 0  | 0       | 0       | 0    | 0    | 15   | 0    |
| 레알 마드리드 B   | 2011–12   | 세군다 디비시온 B | 23   | 1    | —    | —  | —       | —       | —    | —    | 23   | 1    |
| 레알 마드리드 B   | 합계      | 합계              | 23   | 1    | 0    | 0  | 0       | 0       | 0    | 0    | 23   | 1    |
| 레알 마드리드     | 2011–12   | 라 리가           | —    | —    | —    | —  | —       | —       | 1    | 0    | 1    | 0    |
| 레알 마드리드     | 합계      | 합계              | 0    | 0    | 0    | 0  | 0       | 0       | 1    | 0    | 1    | 0    |
| 스포르팅 리스본   | 2012–13   | 프리메이라리가    | 3    | 0    | —    | —  | —       | —       | —    | —    | 3    | 0    |
| 스포르팅 리스본   | 합계      | 합계              | 3    | 0    | 0    | 0  | —       | —       | 0    | 0    | 3    | 0    |
| 스포르팅 리스본 B | 2012–13   | 세군다리가        | 31   | 1    | —    | —  | —       | —       | —    | —    | 31   | 1    |
| 스포르팅 리스본 B | 합계      | 합계              | 31   | 1    | 0    | 0  | 0       | 0       | 0    | 0    | 31   | 1    |
| 파르마            | 2013–14   | 세리에 A          | 6    | 0    | 2    | 0  | —       | —       | —    | —    | 8    | 0    |
| 파르마            | 2014–15   | 세리에 A          | 21   | 0    | 2    | 0  | —       | —       | —    | —    | 23   | 0    |
| 파르마            | 합계      | 합계              | 27   | 0    | 4    | 0  | 0       | 0       | 0    | 0    | 31   | 0    |
| 렌                | 2015–16   | 리그 1            | 22   | 0    | —    | —  | 2       | 0       | —    | —    | 24   | 0    |
| 렌                | 2016–17   | 리그 1            | 19   | 0    | 1    | 0  | —       | —       | —    | —    | 20   | 0    |
| 렌                | 합계      | 합계              | 41   | 0    | 1    | 0  | 2       | 0       | 0    | 0    | 44   | 0    |
| 몽펠리에          | 2017–18   | 리그 1            | 6    | 1    | 0    | 0  | 0       | 0       | —    | —    | 6    | 1    |
| 몽펠리에          | 합계      | 합계              | 6    | 1    | 0    | 0  | 0       | 0       | 0    | 0    | 6    | 1    |
| 경력 합계         | 경력 합계 | 경력 합계         | 168  | 3    | 5    | 0  | 2       | 0       | 1    | 0    | 176  | 3    |

## 수상

### 클럽
레알 마드리드 카스티야
- 세군다 디비시온 B: 2011–12